# Siegfried Selke
Siegfried Selke (* 7. Oktober 1946 in Neubrandenburg; † 1. Juni 1966 bei Schattin) war ein Todesopfer an der innerdeutschen Grenze.

## Leben
Siegfried Selke wuchs in einer Arbeiterfamilie in Neubrandenburg auf. Nach der 7. Klasse lernte er Dreher und arbeitete beim VEB Sirokko Heizgerätewerk, später bei der LPG als Schmied.
Bereits in früher Jugend plante er die Flucht aus der DDR. Seinen Wehrdienst leistete er als Unteroffizier bei den DDR-Grenztruppen ab. Er galt dort als undiszipliniert und politisch zweifelhaft. Am 1. Juni 1966 versuchte er, zusammen mit einem anderen Unteroffizier über die Wakenitz in die Bundesrepublik zu flüchten. Beide öffneten einen Grenzzaun und schwammen in voller Ausrüstung über die Wakenitz. Während seinem Kollegen die Flucht gelang, ertrank Selke. Ein Rettungsversuch scheiterte. Selkes Leiche wurde um 16:35 von der Lübecker Feuerwehr geborgen. Der Todesfall war Gegenstand der westlichen Berichterstattung unter anderem in der Bild-Zeitung, den Lübecker Nachrichten und im Tagesspiegel.
Am 3. Juni 1966 versuchte der Zollgrenzdienst, seine Leiche an die DDR-Grenztruppen zu übergeben. Diese weigerten sich jedoch, den Leichnam entgegenzunehmen. Stattdessen wurde Selke auf Wunsch der Eltern eingeäschert. Die Trauerfeier fand in Lübeck in Gegenwart einer Abordnung des Bundesgrenzschutzes statt. Die Urne wurde den Eltern am 27. Juni 1966 durch ein Beerdigungsinstitut mit der Post übersandt.